# Pinguicula ibarrae
Pinguicula ibarrae är en tätörtsväxtart som beskrevs av Zamudio. Pinguicula ibarrae ingår i släktet tätörter, och familjen tätörtsväxter. Inga underarter finns listade i Catalogue of Life.